# Regimentul 24 Infanterie (1916-1918)
Regimentul 24 Infanterie a fost o unitate de nivel tactic care s-a constituit la 14/27 august 1916, prin mobilizarea unităților și subunităților existente la pace aparținând de Regimentul VI Tecuci No. 24. Regimentul a făcut parte din organica Brigăzii 11 Infanterie, fiind dislocat la pace în garnizoana Tecuci. La intrarea în război, Regimentul 24 Infanterie a fost comandat de colonelul Leonida Foișoreanu. Regimentul 24 Infanterie a participat la acțiunile militare pe frontul românesc, pe toată perioada războiului, între 14/27 august 1916 - 28 ocotmbrie/11 noiembrie 1918.
Drapelul de luptă al regimentului a fost decorat cu cea mai înaltă distincție de război, Ordinul „Mihai Viteazul”, clasa III.
„Pentru vitejia și devotamentul cu care ofițerii, subofițerii și soldații regimentului au atacat puternicele pozițiuni germane de la Poiana Încărcătoarea și cota 711, în ziua de 11 iulie 1917. După  ce au deschis breșe în rețelele de sârmă ale inamicului, valurile de asalt, s-au aruncat cu un avânt fără seamăn la atac și după  o luptă furioasă la baionetă și cu grenadele au reușit să pună stăpânire pe I-a linie de apărare, apoi, după  alte atacuri eroice ale acestui viteaz regiment, inamicul a fost nevoit să părăsească poziția în timpul nopții, lăsând în urma sa 8 mortiere grele de tranșee, 2 tunuri de munte, 4 obuziere, prizonieri, mitraliere, arme, proiectoare și altă mare cantitate de muniții și material de război.”
Înalt Decret no. 448 din 29 ianuarie 1919

## Comandanți
- Ordinul „Mihai Viteazul”, clasa III[3]